# Rino Pucci
Rino Pucci (29 de janeiro de 1922 — 10 de dezembro de 1986) foi um ciclista italiano. Ele conquistou uma medalha de prata em perseguição por equipes (4000 m) nos Jogos Olímpicos de 1948 em Londres, juntamente com Arnaldo Benfenati, Anselmo Citterio e Guido Bernardi.